# Christina Thalassinidou
Christina Thalassinidou (nacida como Kristina Falasinidi, 31 de julio de 1970) es una deportista soviética, nacionalizada griega, que compitió en natación sincronizada. Ganó seis medallas en el Campeonato Europeo de Natación entre los años 1987 y 2004.

## Palmarés internacional
| Representando a la URSS |                       |                   |                   |
| Campeonato Europeo      |                       |                   |                   |
| Año                     | Lugar                 | Medalla           | Prueba            |
| 1987                    | Estrasburgo (Francia) | Medalla de plata  | Equipo            |
| 1989                    | Bonn (RFA)            | Medalla de oro    | Solo              |
| 1989                    | Bonn (RFA)            | Medalla de plata  | Equipo            |
| Representando a Grecia  |                       |                   |                   |
| Campeonato Europeo      |                       |                   |                   |
| Año                     | Lugar                 | Medalla           | Prueba            |
| 1991                    | Atenas (Grecia)       | Medalla de plata  | Solo              |
| 1995                    | Viena (Austria)       | Medalla de bronce | Solo              |
| 2004                    | Madrid (España)       | Medalla de bronce | Combinación libre |